# Östliche Seespitze
Die Östliche Seespitze ist ein 3416 m ü. A. hoher Berg in den Stubaier Alpen. Sie gehört zur Gruppe der Alpeiner Berge und ist darin nach der Ruderhofspitze der zweithöchste Gipfel. Darüber hinaus ist sie die höchste Erhebung im von der Westlichen Seespitze nach Nordosten ziehenden Kamm, der das Falbesontal im Südosten vom nordwestlich gelegenen Alpeiner Tal trennt. 
Der an ihrer Nordflanke herabfließende Alpeiner Kräulferner verleiht der Östlichen Seespitze von dieser Seite ein weitaus wilderes Aussehen als von Süden. 

## Stützpunkte und Anstiege
Die einfachsten Anstiege auf die Östliche Seespitze verlaufen über Gletscher und erfordern entsprechende Ausrüstung und Erfahrung. Der Normalweg von der Neuen Regensburger Hütte führt in vier Stunden auf den Gipfel. Dabei verläuft die Route zunächst nach Westen auf den Hochmoosferner und zuletzt in wenig schwieriger Blockkletterei (UIAA I) durch die Südwestflanke zum Gipfel. Schwieriger und eine Stunde länger ist der Anstieg von der Franz-Senn-Hütte über den Alpeiner Kräulferner. Der Übergang zur Westlichen Seespitze ist schwierig und verlangt an einer Stelle die Beherrschung des III. Schwierigkeitsgrades.